# Епархия Птолемаиды Ливийской
Епархия Птолемаиды Ливийской (лат. Dioecesis Ptolemaidensis in Libya ) — титулярная епархия Римско-Католической церкви.

## История
Город Птолемаида, который сегодня идентифицируется с археологическими раскопками Tolmeita в современном Ливии, с конца I века был местом кафедры одноимённой епархии.
В Птолемаиде родился Арий — основатель ереси арианства. Последним епископом Птолемаиды был Габриэль, который написал сохранившееся до нашего времени сочинение «Gabrielis Pentapolis archiepiscopi».
Источники прошлого из-за схожести названия городов Птолемаиды в Ливии и Птолемаиды в Фиваидах часто не различают епархию Птолемаиды Ливийской и архиепархию Птолемаиды Фиваидской.
С 1728 года епархии Птолемаиды Ливийской является титулярной епархией Римско-Католической церкви.

## Епископы
- епископ Василий (упоминается в 260 году);
- епископ святой Теодор;
  - епископ Секундий (321—325) — последователь арианства;
  - епископ Стефан (упоминается в 360 году) — последователь арианства;
- епископ Сидерий;
- епископ Синезий Киренский (407—413);
- епископ Евопций (упоминается в 431 году);
- епископ Георгий (упоминается в 553 году);
- епископ Гавриил

## Титулярные епископы
- епископ Charles-Louis Hugo
- епископ Ludwik Ignacy Riaucour (3.03.1749 — ноябрь 1777);
- епископ Onufry Kajetan Szembek (27.06.1796 — 5.09.1797) — назначен епископом Плоцка;
- епископ Ferdinand Maria von Chotek (14.04.1817 — 30.09.1831) — назначен епископом Тарнува;
- епископ François-René Boussen (17.12.1832 — 23.06.1834) — назначен епископом Брюгге;
- епископ Alois Josef Schrenk (12.02.1838 — 17.09.1838) — назначен архиепископом Праги;
- епископ Thomas Feeny (30.07.1839 — 11.01.1848) — назначен епископом Киллалы;
- епископ Giovanni Antonio Balma O.M.V. (5.09.1848 — 27.10.1871) — назначен архиепископом Кальяри;
- епископ Carmelo Pascucci (27.10.1871 — 22.04.1874);
- епископ Cassien-Léonard de Peretti (31.03.1875 — 22.02.1892);
- епископ Raffaele Virili (14.01.1915 — 9.03.1925);
- епископ Чезаре Орсениго (23.06.1922 — 1.04.1946);
- епископ Carlo Angeleri (7.08.1948 — 22.05.1979);
- епископ Кирилл Василь (7.05.2009 — по настоящее время).

## Источник
- Annuario Pontificio, Libreria Editrice Vaticana, Città del Vaticano, 2003, ISBN 88-209-7422-3
- Pius Bonifacius Gams, Series episcoporum Ecclesiae Catholicae, Leipzig 1931, стр. 462  (лат.)
- Michel Lequien, Oriens christianus in quatuor Patriarchatus digestus, Parigi 1740, Tomo II, coll. 617—622  (лат.)
- Konrad Eubel, Hierarchia Catholica Medii Aevi, vol. 5, стр. 324; vol. 6, стр. 349; vol. 7, стр. 314—315; vol. 8, стр. 471—472  (лат.)